# Polypedilum angulum
Polypedilum angulum är en tvåvingeart som beskrevs av Maschwitz 2000. Polypedilum angulum ingår i släktet Polypedilum och familjen fjädermyggor.
Artens utbredningsområde är Minnesota. Inga underarter finns listade i Catalogue of Life.